# Elaphoglossum stelligerum
Elaphoglossum stelligerum är en träjonväxtart som först beskrevs av Nathaniel Wallich och Bak., och fick sitt nu gällande namn av Moore, Arthur Hugh Garfit Alston och Bonner. Elaphoglossum stelligerum ingår i släktet Elaphoglossum och familjen Dryopteridaceae. Inga underarter finns listade.